# Dyskografia Boba Sinclara
Dyskografia Boba Sinclara – francuskiego DJ–a i producenta muzyki elektronicznej składa się z siedmiu albumów studyjnych, jednego minialbumu, jedenastu komplikacji, jednego albumu remiksowego, trzydziestu dwóch singli, siedemdziesięciu ośmiu remiksów i trzydziestu dwóch teledysków.
Pierwsze trzy albumy studyjne Sinclara, Paradise, Champs Elysées i III nie odniosły większego sukcesu poza Francją. W 2001 wspólnie z Cerrone nagrał kompilację zatytułowaną Cerrone By Bob Sinclar, która zyskała stasus złotej płyty we francji.
Przełom w jego karierze nastąpił w 2005 roku po wydaniu singla „Love Generation”, który promował Mistrzostwa Świata w Piłce Nożnej 2006. Singel ten notowany był w czołówce list przebojów m.in. Francji, Niemczech, Australii oraz uzyskał status platynowej płyty m.in. w Australii, Belgii i Danii. Kolejne single „World, Hold On (Children of the Sky)”, „Rock This Party (Everybody Dance Now)” i „Sound of Freedom” były notowane równie wysoko na europejskich listach przebojów. Albumy Born in 69 (2009), Western Dream (2006), na którym znajdowały się m.in. single „Love Generation”, „World, Hold On (Children of the Sky)” i „Rock This Party (Everybody Dance Now)” oraz kompilacja Soundz of Freedom pokryły się złotem w ojczyźnie Sinclara.
W 2010 wspólnie z jamajską sekcją rytmiczną Sly & Robbie nagrał album remiksowy pt. Made in Jamaica. Sinclar wydał również dwa studyjne, Disco Crash w 2012 roku i Paris by Night (A Parisian Musical Experience) w 2013.

## Albumy

### albumy studyjne
| Rok                                                     | Dane dot. albumu | Pozycje na listach przebojów | Pozycje na listach przebojów | Pozycje na listach przebojów | Pozycje na listach przebojów | Pozycje na listach przebojów | Pozycje na listach przebojów | Pozycje na listach przebojów | Pozycje na listach przebojów | Pozycje na listach przebojów | Pozycje na listach przebojów | Pozycje na listach przebojów | Certyfikat         |
| Rok                                                     | Dane dot. albumu | FRA                          | BEL (FL)                     | BEL (WA)                     | ITA                          | NED                          | NZL                          | POR                          | SPA                          | SWE                          | SWI                          | UK                           | Certyfikat         |
| ------------------------------------------------------- | --- | ---------------------------- | ---------------------------- | ---------------------------- | ---------------------------- | ---------------------------- | ---------------------------- | ---------------------------- | ---------------------------- | ---------------------------- | ---------------------------- | ---------------------------- | ------------------ |
| 1998                                                    | Paradise - Wydany: 3 października 1998 - Wytwórnia: Yellow Productions, East West - Format: Digital download, CD                        | 27                           | –                            | –                            | –                            | –                            | 48                           | –                            | –                            | –                            | –                            | 88                           |                    |
| 2000                                                    | Champs Elysées - Wydany: 7 października 2000 - Wytwórnia: Yellow Productions, Defected - Format: Digital download, CD                   | 28                           | –                            | –                            | –                            | –                            | –                            | –                            | –                            | –                            | 84                           | –                            |                    |
| 2003                                                    | III - Wydany: 12 lutego 2003 - Wytwórnia: Yellow Productions, Defected - Format: Digital download, CD                                   | 24                           | –                            | –                            | –                            | –                            | –                            | –                            | –                            | –                            | –                            | –                            |                    |
| 2006                                                    | Western Dream - Wydany: 12 maja 2006 - Wytwórnia: Yellow Productions, Defected - Format: CD, digital download                           | 11                           | 10                           | 10                           | 43                           | 47                           | –                            | 14                           | 40                           | 37                           | 6                            | –                            | - FRA: Złota płyta |
| 2009                                                    | Born in 69 - Wydany: 11 maja 2009 - Wytwórnia: Yellow Productions, Universal - Format: Digital download, CD                             | 7                            | 41                           | 25                           | 37                           | –                            | –                            | –                            | –                            | –                            | 50                           | –                            | - FRA: Złota płyta |
| 2012                                                    | Disco Crash - Wydany: 31 stycznia 2012 - Wytwórnia: Yellow Productions, Ministry of Sound - Format: Digital download, CD                | 19                           | 30                           | 26                           | 49                           | –                            | –                            | –                            | –                            | –                            | 31                           | –                            |                    |
| 2013                                                    | Paris by Night (A Parisian Musical Experience) - Wydany: 1 kwietnia 2013 - Wytwórnia: Yellow Productions - Format: Digital download, CD | 114                          | –                            | –                            | –                            | –                            | –                            | –                            | –                            | –                            | –                            | –                            |                    |
| „–” oznacza, że album nie był notowany na danej liście. | |                              |                              |                              |                              |                              |                              |                              |                              |                              |                              |                              |                    |

### Kompilacje
| 2001                                                    | Cerrone By Bob Sinclar (wspólnie z Cerrone) - Wydany: 3 lipca 2001 - Wytwórnia: Universal - Format: CD                                                           | 13  | –  | 26 | –  | –  | –  | –  | - FRA: Złota płyta |
| 2004                                                    | Enjoy - Wydany: 3 czerwca 2004 - Wytwórnia: EastWest - Format: CD                                                                                                | 45  | –  | 83 | –  | –  | –  | –  |                    |
| 2005                                                    | Defected In The House - Wydany: 5 września 2005 - Wytwórnia: Yellow Productions, East West - Format: Digital download, CD                                        | 57  | 70 | 80 | –  | –  | –  | –  |                    |
| 2007                                                    | Soundz of Freedom - Wydany: 28 maja 2007 - Wytwórnia: Yellow Productions, Defected - Format: Digital download, CD                                                | 7   | 22 | 10 | –  | 85 | 10 | 22 | - FRA: Złota płyta |
| 2007                                                    | Live At The Playboy Mansion - Wydany: 24 września 2007 - Wytwórnia: Yellow Productions, East West - Format: Digital download, CD                                 | 48  | 79 | 74 | –  | –  | –  | –  |                    |
| 2008                                                    | House Masters - Wydany: 20 października 2008 - Wytwórnia: ITH Records - Format: Digital download, CD                                                             | –   | –  | –  | –  | –  | –  | –  |                    |
| 2010                                                    | The Best Of - Wydany: 16 maja 2010 - Wytwórnia: Yellow Productions, East West - Format: Digital download, CD                                                     | –   | –  | –  | 73 | –  | –  | –  |                    |
| 2011                                                    | Knights Of The Playboy Mansion (wspólnie z Dimitri from Paris) - Wydany: 26 marca 2011 - Wytwórnia: Yellow Productions, East West - Format: Digital download, CD | 156 | –  | –  | –  | –  | –  | –  |                    |
| 2013                                                    | Ibiza Mon Amour - Wydany: 21 czerwca 2013 - Wytwórnia: Yellow Productions - Format: Digital download, CD                                                         | –   | –  | –  | –  | –  | –  | –  |                    |
| „–” oznacza, że album nie był notowany na danej liście. | |     |    |    |    |    |    |    |                    |

### Albumy remiksowe
| 2010                                                    | Made in Jamaica (wspólnie ze Sly & Robbie) - Wydany: 12 kwietnia 2010 - Wytwórnia: Yellow Productions, Warner Music - Format: Digital download, CD | 103 | 84 | 78 | 77 |
| „–” oznacza, że album nie był notowany na danej liście. | |     |    |    |    |

## Single
| Rok                                                     | Singel                                                                                                  | Pozycje na listach przebojów | Pozycje na listach przebojów | Pozycje na listach przebojów | Pozycje na listach przebojów | Pozycje na listach przebojów | Pozycje na listach przebojów | Pozycje na listach przebojów | Pozycje na listach przebojów | Pozycje na listach przebojów | Pozycje na listach przebojów | Pozycje na listach przebojów | Pozycje na listach przebojów | Pozycje na listach przebojów | Pozycje na listach przebojów | Pozycje na listach przebojów | Pozycje na listach przebojów | Certyfikat | Album                                          |
| Rok                                                     | Singel                                                                                                  | FRA                          | AUS                          | AUT                          | BEL (FL)                     | BEL (WA)                     | DEN                          | FIN                          | GER                          | ITA                          | NED                          | NZL                          | NOR                          | SPA                          | SWE                          | SWI                          | UK                           | Certyfikat | Album                                          |
| ------------------------------------------------------- | --- | ---------------------------- | ---------------------------- | ---------------------------- | ---------------------------- | ---------------------------- | ---------------------------- | ---------------------------- | ---------------------------- | ---------------------------- | ---------------------------- | ---------------------------- | ---------------------------- | ---------------------------- | ---------------------------- | ---------------------------- | ---------------------------- | --- | ---------------------------------------------- |
| 1998                                                    | „Ultimate Funk”                                                                                         | –                            | –                            | –                            | –                            | –                            | –                            | –                            | –                            | –                            | 83                           | –                            | –                            | –                            | –                            | –                            | –                            | | Paradise                                       |
| 2000                                                    | „I Feel For You”                                                                                        | 44                           | –                            | –                            | –                            | –                            | –                            | –                            | 94                           | 33                           | –                            | –                            | –                            | 14                           | –                            | 39                           | 9                            | | Champs Elysées                                 |
| 2000                                                    | „Darlin'” (Bob Sinclar vs. Cutee B)                                                                     | 40                           | –                            | –                            | –                            | –                            | –                            | –                            | –                            | –                            | –                            | –                            | –                            | –                            | –                            | –                            | 46                           | | Champs Elysées                                 |
| 2002                                                    | „The Beat Goes On”                                                                                      | 22                           | –                            | –                            | 25                           | 27                           | –                            | –                            | –                            | 29                           | 92                           | –                            | –                            | –                            | –                            | –                            | 33                           | | III                                            |
| 2003                                                    | „Kiss My Eyes”                                                                                          | 34                           | –                            | –                            | 17                           | 37                           | –                            | –                            | –                            | –                            | 79                           | –                            | –                            | –                            | –                            | –                            | 67                           | | III                                            |
| 2005                                                    | „Love Generation” (gościnnie Gary Pine)                                                                 | 3                            | 1                            | 1                            | 1                            | 2                            | 3                            | 13                           | 1                            | 9                            | 3                            | 2                            | 13                           | 6                            | 2                            | 2                            | 12                           | - AUS: Platynowa płyta - BEL: Platynowa płyta - DEN: Platynowa płyta - FRA: Złota płyta - SWE: Złota płyta - SWI: Złota płyta | Western Dream                                  |
| 2006                                                    | „World, Hold On (Children of the Sky)” (gościnnie Steve Edwards)                                        | 2                            | 19                           | 17                           | 3                            | 3                            | 9                            | 7                            | 19                           | 4                            | 8                            | –                            | 15                           | 13                           | 14                           | 12                           | 9                            | - BEL: Złota płyta - DEN: Złota płyta                                                                                         | Western Dream                                  |
| 2006                                                    | „Rock This Party (Everybody Dance Now)” (Bob Sinclar & Cutee B, gościnnie Dollarman, Big Ali i Makedah) | 12                           | 6                            | 12                           | 1                            | 1                            | 19                           | 3                            | 18                           | 11                           | 12                           | 30                           | 16                           | 7                            | 14                           | 4                            | 3                            | - BEL: Złota płyta | Western Dream                                  |
| 2007                                                    | „Tennessee” (gościnnie Farrell Lennon)                                                                  | –                            | –                            | –                            | 25                           | 37                           | –                            | 6                            | –                            | 21                           | –                            | –                            | –                            | –                            | –                            | –                            | –                            | | Western Dream                                  |
| 2007                                                    | „Sound of Freedom” (Bob Sinclar & Cutee B, gościnnie Gary Pine i Dollarman)                             | 6                            | 22                           | 39                           | 9                            | 16                           | 8                            | 2                            | 44                           | 7                            | 9                            | –                            | –                            | –                            | 52                           | 31                           | 14                           | | Soundz of Freedom                              |
| 2007                                                    | „What I Want” (Bob Sinclar & Fireball)                                                                  | 6                            | –                            | –                            | 8                            | 7                            | –                            | 8                            | –                            | –                            | 8                            | –                            | –                            | –                            | –                            | 57                           | 52                           | | Soundz of Freedom                              |
| 2007                                                    | „Together” (gościnnie Steve Edwards)                                                                    | –                            | –                            | –                            | 21                           | 11                           | –                            | –                            | –                            | 8                            | 17                           | –                            | –                            | 6                            | –                            | 72                           | –                            | | Soundz of Freedom                              |
| 2008                                                    | „What a Wonderful World” (Bob Sinclar & Axwell, gościnnie Ron Carroll)                                  | –                            | –                            | –                            | –                            | –                            | –                            | –                            | –                            | –                            | 14                           | –                            | –                            | –                            | 18                           | –                            | 48                           | | Born in 69                                     |
| 2009                                                    | „LaLa Song” (gościnnie The Sugarhill Gang)                                                              | 90                           | –                            | –                            | 9                            | 14                           | –                            | –                            | 55                           | 6                            | 7                            | –                            | –                            | 26                           | –                            | 68                           | –                            | | Born in 69                                     |
| 2009                                                    | „Love You No More” (gościnnie Shabba Ranks)                                                             | –                            | –                            | –                            | 34                           | –                            | –                            | –                            | –                            | –                            | 56                           | –                            | –                            | –                            | –                            | –                            | –                            | | Born in 69                                     |
| 2009                                                    | „Peace Song” (gościnnie Steve Edwards)                                                                  | –                            | –                            | –                            | –                            | –                            | –                            | –                            | –                            | –                            | 79                           | –                            | –                            | –                            | –                            | –                            | –                            | | Born in 69                                     |
| 2009                                                    | „New New New” (gościnnie Vybrate, Queen Ifrica i Makedah)                                               | –                            | –                            | –                            | –                            | –                            | –                            | –                            | –                            | –                            | 57                           | –                            | –                            | –                            | –                            | –                            | –                            | | Born in 69                                     |
| 2010                                                    | „Kiss My Agony” (Daddy’s Groove vs. Bob Sinclar)                                                        | –                            | –                            | –                            | –                            | –                            | –                            | –                            | –                            | –                            | –                            | –                            | –                            | –                            | –                            | –                            | –                            | |                                                |
| 2010                                                    | „I Wanna” (Bob Sinclar & Sahara, gościnnie Shaggy)                                                      | –                            | –                            | –                            | 24                           | 29                           | –                            | –                            | 87                           | –                            | 84                           | –                            | –                            | –                            | –                            | 46                           | –                            | | Made In Jamaica                                |
| 2010                                                    | „The Russian March” (Dirty South & Bob Sinclar)                                                         | –                            | –                            | –                            | –                            | –                            | –                            | –                            | –                            | –                            | –                            | –                            | –                            | –                            | –                            | –                            | –                            | |                                                |
| 2010                                                    | „Rainbow of Love” (Bob Sinclar & Ben Onono)                                                             | –                            | –                            | –                            | –                            | –                            | –                            | –                            | –                            | 5                            | –                            | –                            | –                            | –                            | –                            | –                            | –                            | - ITA: Złota płyta | Made In Jamaica                                |
| 2010                                                    | „Tik Tok” (gościnnie Sean Paul)                                                                         | –                            | –                            | 36                           | 18                           | 23                           | –                            | –                            | 37                           | –                            | 50                           | –                            | –                            | –                            | –                            | –                            | –                            | | Disco Crash                                    |
| 2011                                                    | „Far l'amore” (Bob Sinclar & Raffaella Carrà)                                                           | 26                           | –                            | 23                           | 15                           | 17                           | –                            | –                            | 46                           | 6                            | 16                           | –                            | –                            | 7                            | –                            | 16                           | –                            | - ITA: Platynowa płyta | Disco Crash                                    |
| 2011                                                    | „Me Not a Gangsta” (gościnnie Mr Shammi i Colonel Reyel)                                                | 44                           | –                            | –                            | –                            | 21                           | –                            | –                            | –                            | –                            | –                            | –                            | –                            | –                            | –                            | –                            | –                            | | Disco Crash                                    |
| 2012                                                    | „Rock the Boat” (gościnnie Pitbull, Dragonfly i Fatman Scoop)                                           | 22                           | 39                           | 51                           | 15                           | 15                           | –                            | –                            | 45                           | –                            | 47                           | –                            | –                            | 21                           | –                            | 20                           | –                            | - ITA: Złota płyta | Disco Crash                                    |
| 2012                                                    | „F*** With You” (gościnnie Sophie Ellis-Bextor i Gilbere Forte)                                         | 144                          | –                            | –                            | 35                           | –                            | –                            | –                            | –                            | 7                            | –                            | –                            | –                            | –                            | –                            | –                            | –                            | - ITA: Złota płyta | Disco Crash                                    |
| 2012                                                    | „Groupie”                                                                                               | 100                          | –                            | –                            | –                            | –                            | –                            | –                            | –                            | –                            | –                            | –                            | –                            | –                            | –                            | –                            | –                            | | Disco Crash                                    |
| 2013                                                    | „Summer Moonlight”                                                                                      | –                            | –                            | –                            | 35                           | –                            | –                            | –                            | –                            | –                            | –                            | –                            | –                            | –                            | –                            | –                            | –                            | | Paris by Night (A Parisian Musical Experience) |
| 2013                                                    | „Cinderella (She Said Her Name)”                                                                        | –                            | –                            | –                            | –                            | –                            | –                            | –                            | –                            | –                            | –                            | –                            | –                            | –                            | –                            | –                            | –                            | | Paris by Night (A Parisian Musical Experience) |
| 2014                                                    | „Heart Of Glass” (Bob Sinclar & Gisele)                                                                 | 31                           | –                            | 63                           | –                            | –                            | –                            | –                            | 73                           | –                            | –                            | –                            | –                            | 27                           | –                            | –                            | –                            | |                                                |
| 2014                                                    | „Back Again”                                                                                            | –                            | –                            | –                            | –                            | –                            | –                            | –                            | –                            | –                            | –                            | –                            | –                            | –                            | –                            | –                            | –                            | |                                                |
| 2014                                                    | „I Want You” (gościnnie CeCe Rogers)                                                                    | –                            | –                            | –                            | –                            | –                            | –                            | –                            | –                            | –                            | –                            | –                            | –                            | –                            | –                            | –                            | –                            | |                                                |
| 2015                                                    | „Feel the Vibe” (gościnnie Dawn Tallman)                                                                | 163                          | –                            | –                            | –                            | –                            | –                            | –                            | –                            | –                            | –                            | –                            | –                            | –                            | –                            | –                            | –                            | - ITA: Złota płyta |                                                |
| 2016                                                    | „Someone Who Needs Me”                                                                                  | –                            | –                            | –                            | –                            | –                            | –                            | –                            | –                            | –                            | –                            | –                            | –                            | –                            | –                            | –                            | –                            | |                                                |
| „–” oznacza, że album nie był notowany na danej liście. | |                              |                              |                              |                              |                              |                              |                              |                              |                              |                              |                              |                              |                              |                              |                              |                              | |                                                |

### Inne notowane utwory
| Rok                                                     | Singel                                    | Pozycje na listach przebojów | Pozycje na listach przebojów | Pozycje na listach przebojów | Album         |
| Rok                                                     | Singel                                    | FRA                          | ITA                          | UK                           | Album         |
| ------------------------------------------------------- | ----------------------------------------- | ---------------------------- | ---------------------------- | ---------------------------- | ------------- |
| 1998                                                    | „My Only Love” (gościnnie Lee A. Genesis) | 78                           | –                            | 56                           | Paradise      |
| 2006                                                    | „Give A Lil’ Love” (gościnnie Gary Pine)  | –                            | 10                           | –                            | Western Dream |
| „–” oznacza, że album nie był notowany na danej liście. |                                           |                              |                              |                              |               |

## Remiksy
1997:
- Dimitri from Paris – „Sacré Français”

1998:
- Superfunk – „Come Back”
- Big Muff – „Feel What You Know”
- Tom & Joyce – „Val Minha Tristeza”
- Ian Pooley – „What’s The Number”
- Second Crusade – „May The Funk Be With You”

1999:
- Jestofunk – „Happy”
- Shazz – „Pray”
- Reminiscence Quartet – „Eu So Quero Um Xodo” (gościnnie Salomé de Bahia)
- Ufo Planet – „Plan”
- James Brown – „Funk On Ah Roll”

2000:
- Kings of Tomorrow – „Tear It Up”
- Stardust – „Music Sounds Better with You”
- Kluster – „My Love” (gościnnie Ron Carroll)
- Stevie Wonder – „All I Do”
- Fused – „Saving Mary”

2001:
- Cerrone – „Striptease”
- Jamiroquai – „Little L”
- Serge Gainsbourg – „Marabout”
- Fantastic Plastic Machine – „Love Is Psychadelic”
- Natalie Cole – „Livin’ For Love”
- BMR & Level 42 – „Starchild”
- The Ark – „Siamese Centerfold” (Champs Elysées Mix)
- Tom & Joyce – „Un Regard, Un Sourire”
- Sounds Of Life – „Feel’s Good”

2002:
- Blaze – „Do You Remember House?” (gościnnie Palmer Brown)
- Magic System – „Premier Gaou”
- Moby – „We Are All Made of Stars”
- Boris Dlugosh & Michi Lange – „Starchild”

2003:
- David Guetta – „It’s Allright” (gościnnie Barbara Tucker)
- Dr. Kucho! – „Belmondo Rulez 2.0 (It’s All About You)” (gościnnie Jodie)
- Mondo Grosso – „BLZ”

2004:
- L2R vs Toto Cutugno – „Autre Chanson”
- Salomé De Bahia – „Taj Mahal”
- Africanism All Stars – „Kalimbo”
- Shiny Grey – „Why”

2005:
- Shiny Grey – „You Made A Promise”
- Kassav' – „Sye Bwa”
- Eri Nobuchika – „Sketch For Summer”
- KC Flightt – „Voices”
- Tom & Joy, gościnnie Tony Allen – „Antigua”
- DJ Cam – „Espionage” (gościnnie Guru)
- Africanism All Stars – „Summer Moon” (gościnnie Ben Onono)
- Yves Larock – „Zookey (Lift Your Leg Up)” (gościnnie Roland Richards)
- Axwell – „Watch the Sunrise” (gościnnie Steve Edwards)

2006:
- Africanism All Stars – „Talibé”
- Africanism All Stars – „Hard”
- Lekan Babalola – „Elegba”
- Chocolate Puma – „Always and Forever”
- Omar – „It’s So”
- Michel Polnareff – „Ophélie Flagrant Des Lits”
- Lionel Richie – „All Around The World”

2007:
- Martin Solveig – „Rejection” (gościnnie Jay Sebag)
- Mr. V – „Put Your Drink Down”
- Rihanna – „Don’t Stop the Music”
- Louie Vega Presents Anané – „Shake Dat Booty” (gościnnie Da Groove Doctors)
- Craig David – „Hot Stuff vs World, Hold On”
- ArtOfDisco – „Ten Thousand Women”

2008:
- Anané – „Shake It” (gościnnie Mr. Vegas)
- Madonna – „4 Minutes”
- Barbara Tucker – „I Get Lifted”
- Kevin Bryant – „Who You Wanna Be”

2009:
- Patrick Coutin – „J’aime Regarder Les Filles”
- Sliimy – „Paint Your Face”
- Mika – „We Are Golden”

2010:
- Ultra Naté – „Free”
- Michael Calfan – „Ching Choing”
- Amadou & Mariam – „Africa”

2012:
- Dennis Ferrer – Hey Hey (Bob Sinclar & Michael Calfan Edit)
- Cutee B – „Fantasy” (gościnnie Jarell Perry)
- Lu Colombo – Maracaibo
- Ne-Yo – „Let Me Love You (Until You Learn to Love Yourself)”

2013:
- The Wanted – „I Found You”
- Tommy Vee – „Reach Me”
- Africanism pres. Erik Hagleton – „Together Forever”

2014:
- OrangeGrove – „Ready For It”
- Salomé de Bahia – „Outro Lugar 2014” (Bob Sinclar & Gregory Cabyan Remix)

2015:
- MNEK – „The Rhythm”

2017:
- Watermät – „Won't Stop“ (Bob Sinclar & The Cube Guys Remix)

## Teledyski
| Rok  | Utwór                                   |
| ---- | --------------------------------------- |
| 1998 | „My Only Love”                          |
| 2000 | „I Feel For You”                        |
| 2002 | „The Beat Goes On”                      |
| 2003 | „Kiss My Eyes”                          |
| 2005 | „Love Generation”                       |
| 2006 | „World, Hold On (Children of the Sky)”  |
| 2006 | „Rock This Party (Everybody Dance Now)” |
| 2007 | „What I Want”                           |
| 2008 | „What a Wonderful World”                |
| 2008 | „LaLa Song”                             |
| 2008 | „Together”                              |
| 2008 | „Sound of Freedom”                      |
| 2009 | „Love You No More”                      |
| 2009 | „Peace Song”                            |
| 2010 | „Tik Tok”                               |
| 2010 | „New New New”                           |
| 2010 | „I Wanna”                               |
| 2010 | „Rainbow of Love”                       |
| 2011 | „Far l’amore”                           |
| 2011 | „Me Not a Gangsta”                      |
| 2012 | „Rock the Boat”                         |
| 2012 | „F*** With You”                         |
| 2012 | „Around The World”                      |
| 2012 | „Groupie”                               |
| 2013 | „Summer Moonlight”                      |
| 2013 | „Cinderella (She Said Her Name)”        |
| 2013 | „Le Manège”                             |
| 2014 | „Heart Of Glass”                        |
| 2014 | „Back Again”                            |
| 2014 | „I Want You”                            |
| 2015 | „Feel the Vibe”                         |
| 2016 | „Someone Who Needs Me”                  |